# Mazedo e Cortes
Mazedo e Cortes (oficialmente: União das Freguesias de Mazedo e Cortes) é uma freguesia portuguesa do município de Monção, com 12,13 km² de área e 3817 habitantes (censo de 2021). A sua densidade populacional é 314,7 hab./km².

## História
Foi criada aquando da reorganização administrativa de 2012/2013,  resultando da agregação das antigas freguesias de Mazedo e Cortes.
Em junho de 2023 foi anunciado a realização de um referendo para uma eventual separação das duas freguesias. A Assembleia de Freguesia deliberou, por maioria (seis votos a favor, e três abstenções) aprovar a pergunta a submeter a referendo, que será «Concorda com a separação da União das Freguesias de Mazedo e Cortes?».

## Demografia
A população registada nos censos foi:
| Distribuição da População por Grupos Etários | Distribuição da População por Grupos Etários | Distribuição da População por Grupos Etários | Distribuição da População por Grupos Etários | Distribuição da População por Grupos Etários | Distribuição da População por Grupos Etários |
| -------------------------------------------- | -------------------------------------------- | -------------------------------------------- | -------------------------------------------- | -------------------------------------------- | -------------------------------------------- |
| Antes da agregação                           |                                              |                                              |                                              |                                              |                                              |
| Ano                                          | 0-14 anos                                    | 15-24 anos                                   | 25-64 anos                                   | >= 65 anos                                   | Total                                        |
| 2001                                         | 393                                          | 341                                          | 1340                                         | 434                                          | 2508                                         |
| 2011                                         | 509                                          | 356                                          | 1932                                         | 580                                          | 3377                                         |
| Após a agregação                             |                                              |                                              |                                              |                                              |                                              |
| Ano                                          | 0-14 anos                                    | 15-24 anos                                   | 25-64 anos                                   | >= 65 anos                                   | Total                                        |
| 2021                                         | 526                                          | 383                                          | 2121                                         | 787                                          | 3817                                         |